# 高白鮭
高白鮭（学名：Coregonus peled），為輻鰭魚綱鮭形目鮭科的一種，是一种高耗氧冷水性鱼类，生活在高纬度的冷水河流和湖泊中，原产於北纬50°以北的俄罗斯境内梅津河至科雷马河一带的湖泊，尤其多见於俄罗斯西伯利亚鄂毕河流域，分布於保加利亚、丹麦、芬兰、德国、立陶宛、波兰、俄罗斯、瑞典、中国、北美等地。
高白鮭出水即死，出水後身体脂肪的固有香味会散发出来，肉质肥厚，白嫩鲜美，营养丰富，生长迅速，已在中国新疆、青海、东北等地的水库中成功养殖。
高白鲑和秋白鲑（Coregonus autumnalis）於1998年4月被移植到新疆赛里木湖，在当地生长良好。

## 形态
高白鮭体长且高，体侧稍扁平，鱼体无斑；两颌等长或下颌稍突出，头小，吻尖，口端位、斜裂，口裂後缘达眼前缘下方，眼侧上位，鳃盖膜有鳃弧7－9个；背部银灰色，头后背部弧形黑色隆起，头部有小黑斑，头顶和头侧面有较大黑斑，背鳍和鳃盖有小的黑斑；背鳍3－4个，鳍条9－10个，具脂鳍，与臀鳍後部相对，臀鳍2－3个，鳍条12－16个，基较长，尾鳍深叉形，两叶等长或下叶略长於上叶，胸鳍1个，鳍条13－16个，腹鳍一个，鳍条11－12个；腹部圆，银白色，体被小圆鳞，侧线鳞数76－98个，鳃耙数49－68个。

## 生态
体长40－55厘米，平均体重达到2.5－3千克，一般不超过4－5千克，寿命12－13年，小个体寿命5－6年，不同种群的生长率大大不同。3－6岁时首次产卵，雄鱼比雌鱼早成熟一年。雌鱼在产卵前很快成熟，大多数雌鱼每年都要产卵。产卵期受当地气候影响为秋季至初冬，产於湖泊浅滩的硬砂岩、细沙、粗砂或河流中的石底。在北方的湖泊中，产卵在冰下进行。产卵场受到冰的厚度和水位变化的影响，深度通常为1－3米。产卵期持续12－16日，在2－3℃的条件下进行。它们以浮游动物（主要为甲壳类）、底栖生物（尤其是昆虫幼虫、贝类以及海藻）以及水面上的昆虫为食。
高白鲑是由二倍体经双二倍体演化而成的四倍体鱼类，遗传多样性不高。

## 养殖
高白鲑的适宜生存温度范围1－28℃，最适生长温度为12－16℃，适宜pH为6－9，适宜盐度为0.1－1.3%，最适盐度为0.6%以下，对低溶氧耐受力高，酸碱度、盐度适应范围广，可分为三种类型：河流型、湖泊型、河湖型。在适宜生长温度范围内，随温度升高，高白鲑的生长速率明显提高，随个体增大雄鱼的生长速率会越来越低。
高白鲑性腺成熟对水温要求非常严格，要求水温必须在3℃以下才能性成熟，开始产卵繁殖，雄性个体较雌性个体性成熟早，因此需采卵後人工授精。高白鲑的繁殖期為初冬，轻压成熟雌鱼腹部有卵流出，若为黏稠橘红色则为优质卵，稀薄暗灰色则为过熟或差卵，轻压成熟雄鱼腹部有精液流出，若为黏稠淡黄色则为优质精液，若为稀薄淡蓝色则为死亡精液，第二年春4－5月仔鱼孵化，仔鱼平均长8－10毫米，体重约3.5毫克，体色浅灰近透明，这时并不能摄食，只能吸收卵黄囊的营养，待5日後卵黄囊被完全吸收後就开始摄食。仔鱼的适宜摄食温度为10－15℃，稚鱼的适宜摄食温度为15－20℃，而仔鱼在10℃、稚鱼在15℃时摄食强度最高，摄食过程大概需要20多分钟。水质要保证清洁，无过多悬浮物，否则会因其水霉病、气泡病等疾病，而不良的养殖环境会导致仔鱼畸形。仔鱼喜爱的食物只有卤虫无节幼虫，这种食物能降低疾病的发生率和幼鱼的死亡率。

## 营养价值
高白鲑肌肉中营养全面，蛋白质、不饱和脂肪酸、必需氨基酸含量远高於大多数常见养殖鱼类，而肌肉蛋白质含量平均为18.83%，仅比乌鳢低，脂肪含量平均为13.75%，脂肪酸中不饱和脂肪酸比饱和脂肪酸含量高，而且其中的高度不饱和脂肪酸含量较高，氨基酸含量平均为17.48%，而且氨基酸种类齐全，鲜味氨基酸（谷氨酸、天冬氨酸、丙氨酸、甘氨酸）含量较高，因此肉质鲜美。而高白鲑的卵所含蛋白质更为丰富，其中维生素E含量很高，可防止其中所含的不饱和脂肪酸受到氧化破坏。